# Правильный 257-угольник
Правильный 257-угольник (двухсотпятидесятисемиугольник) — правильный многоугольник с 257 сторонами.

## Свойства
- Как и у всякого правильного многоугольника, у правильного 257-угольника все стороны имеют равную длину, все углы равны между собой, и все вершины лежат на одной окружности.
- Центральный угол составляет  {\displaystyle {\frac {360^{\circ }}{257}}\approx 1{,}4^{\circ }}.
  - Значение косинуса центрального угла 257-угольника возможно выразить в радикалах[1].
- Внутренний угол равен  {\displaystyle {\frac {257-2}{257}}\cdot 180^{\circ }\approx 178{,}6^{\circ }}.

## Построение
Из теоремы Гаусса — Ванцеля следует, что 257-угольник можно построить с помощью циркуля и линейки, так как {\displaystyle 257=2^{2^{3}}+1} является простым числом Ферма.

Построение правильного 257-угольника (по методу 1991 года). Синим отмечены этапы построения, зелёным — деления отрезков пополам, красным — окружности Карлейля и их параметры

Первое построение правильного 257-угольника было предложено Магнусом Георгом фон Паукером в 1822 году.
Ещё одно руководство по построению правильного 257-угольника было предложено Фридрихом Юлиусом Ришело в 1832 году.
В 1991 году Дюан Детампль предложил другой вариант построения с использованием 150 вспомогательных кругов, 24 из которых являются кругами Карлейля.
В 1999 году ещё одно решение проблемы было опубликовано Кристианом Готтлибом.